# Annie Gorassini
Annie Gorassini, nota anche come Anna Gorassini (Milano, 1º gennaio 1941), è un'attrice e paroliera italiana.

## Biografia
Nata da una famiglia di origine francese, si fa notare giovanissima per la sua bellezza, e nel 1957 viene scelta per rappresentare l'Italia nella manifestazione Miss Mondo. Non vince, ma riesce a entrare nel mondo dello spettacolo, partecipando a vari programmi televisivi, tra cui Un due tre, in cui mette in mostra le sue doti di attrice in alcuni sketch con Raimondo Vianello e Ugo Tognazzi.
Le viene proposto di fare del cinema e debutta nel 1959 in Tipi da spiaggia di Mario Mattoli: è l'inizio di una nuova attività, che svilupperà per tutti gli anni sessanta e che avrà il suo vertice in 8½ di Federico Fellini. Passa dai film con Franco Franchi e Ciccio Ingrassia come 2 mattacchioni al Moulin Rouge ai musicarelli come Questo pazzo, pazzo mondo della canzone, evidenziando così la sua versatilità..
Alla fine del decennio si dedica alla composizione di testi per canzoni, e questa diventa negli anni settanta la sua attività principale, che le fa abbandonare il cinema; inoltre, sporadicamente, incide anche qualche disco con sue composizioni. Scrive tra gli altri anche per Ornella Vanoni e Nino Manfredi (suo è il testo di Per grazia ricevuta, canzone inserita nel film omonimo del 1971), e nel 1972 partecipa con Cin cin pon pon (composta dal chitarrista Angelo Baroncini) allo Zecchino d'Oro: la canzone si classifica al quarto posto. Torna in televisione nel 1972, ospite di Arnoldo Foà in Ieri e oggi, per poi ritirarsi dal mondo dello spettacolo e dedicarsi all'attività di giornalista.
Alla fine degli anni '80 ritorna brevemente alla recitazione nella serie televisiva Aeroporto internazionale.

## Filmografia

### Cinema
- Tipi da spiaggia, regia di Mario Mattoli (1959)
- Messalina Venere imperatrice, regia di Vittorio Cottafavi (1960)
- Un mandarino per Teo, regia di Mario Mattoli (1960)
- Saffo, venere di Lesbo, regia di Pietro Francisci (1960)
- Il relitto, regia di Michael Cacoyannis (1960)
- Le magnifiche 7, regia di Marino Girolami (1961)
- Vacanze alla baia d'argento, regia di Filippo Walter Ratti (1961)
- Vulcano, figlio di Giove, regia di Emimmo Salvi (1962)
- Le pillole di Ercole, regia di Luciano Salce (1962)
- Una domenica d'estate, regia di Giulio Petroni (1962)
- 8½, regia di Federico Fellini (1963)
- Le monachine, regia di Luciano Salce (1963)
- Le tardone, regia di Marino Girolami (1963)
- Carosello di notte, regia di Elio Belletti (1963)
- I terribili 7, regia di Raffaello Matarazzo (1963)
- I marziani hanno 12 mani, regia di Castellano e Pipolo (1963)
- La ballata dei mariti, regia di Fabrizio Taglioni (1963)
- Il successo, regia di Mauro Morassi (1963)
- 2 mattacchioni al Moulin Rouge, regia di Giuseppe Vari (1964)
- Il gaucho, regia di Dino Risi (1964)
- 00-2 agenti segretissimi, regia di Lucio Fulci (1964)
- Veneri al sole, regia di Marino Girolami (1964)
- Delitto d'amore, regia di Juan de Orduña (1964)
- Le sette vipere (Il marito latino), regia di Renato Polselli (1964)
- Gli amanti latini, regia di Mario Costa (1965)
- La violenza e l'amore, regia di Adimaro Sala (1965)
- Un treno è fermo a Berlino, regia di Rolf Hädrich (1965)
- Questo pazzo, pazzo mondo della canzone, regia di Bruno Corbucci e Giovanni Grimaldi (1965)
- La notte pazza del conigliaccio, regia di Alfredo Angeli (1967)
- El Rojo, regia di Leopoldo Savona (1967)
- Diabolik, regia di Mario Bava (1968)

### Televisione
- Più rosa che giallo – serie TV, episodio 1x04 (1962)
- Aeroporto internazionale – serie TV, 3 episodi (1987)

## Teatro
- Un mandarino per Teo, di Garinei e Giovannini (1960)

## Carosello
Partecipò inoltre a due edizioni della rubrica pubblicitaria televisiva Carosello: nel 1961, insieme a Francesco Mulè, per la crema per mani Kaloderma della Aesculapius; nel 1962 insieme a Sergio Fantoni, Lorella De Luca e Leo Gavero, per lo spumante Cinzano.